# Pseudanthias manadensis
Pseudanthias manadensis är en fiskart som först beskrevs av Bleeker, 1856.  Pseudanthias manadensis ingår i släktet Pseudanthias och familjen havsabborrfiskar. Inga underarter finns listade i Catalogue of Life.